# Меморіальний музей Олександра Палладіна
Меморіа́льний музе́й Олекса́ндра Палла́діна — меморіальний музей, присвячений біохіміку Олександру Палладіну, розміщений у приміщенні Інституту біохімії його імені, в квартирі, де він жив і працював (Київ, вулиця Леонтовича, 9).

## Історія
Меморіальний музей Олександра Палладіна створено згідно з Постановою Ради Міністрів УРСР № 36 від 29 січня 1973 року в Інституті біохімії його імені, в квартирі, де Палладін жив і працював. Відкрито музей у 1975 році в двох кімнатах колишнього помешкання вченого загальною площею 44 квадратні метри.
У 1990 році, згідно із Законом України «Про охорону й використання пам'ятників історії і культури», експонати музею за складеним «Охоронним зобов'язанням» прийнято на державний облік Музею історії міста Києва.
Із 2002 року музей є членом Асоціації працівників музеїв технічного профілю.
У 2004 році музей прийнято до Асоціації музеїв медицини і фармації країн Східної Європи та держав колишнього СРСР.
Музей є структурним підрозділом Інституту біохімії у складі відділу науково-технічної інформації, до якого був включений у 1993 році.
Куратором музею до 2003 року був професор Яків Бєлік. Станом на 2021 рік ці обов'язки виконує кандидат біологічних наук Володимир Назаренко.

## Експозиція
В експозиціях музею відображено життя й науково-педагогічну та громадську діяльність Олександра Палладіна, а також основні етапи становлення і розвитку Інституту біохімії та української біохімічної школи у Харкові (1923—1925 роки), Києві (1931—1941 та 1944—2005 роки) та Уфі (1941—1944 роки).
У першій кімнаті музею (колишньому робочому кабінеті) представлені фотографії про роботу Олександра Палладіна у наукових лабораторіях, а також карта з назвами міст світу, в яких вчений побував з науковими поїздками або з якими підтримував творчі зв'язки. Також на стінах представлені три картини: полотно Ісака Тартаковського «О. В. Палладін на дачі в Конча-Заспі», копії картин Михайла Нестерова «Портрет академіка Івана Петровича Павлова» та Іллі Рєпіна «Портрет Івана Михайловича Сеченова».
У другій кімнаті музею (меморіальна кімната) експонується стіл, дерев'яне ліжко, фотографії батька і матері, рідних і близьких Олександра Палладіна. У кімнаті також є камін з білого кахлю та книжкові шафи з енциклопедичними виданнями. На стінах кімнати — картина Костянтина Маковського «Жіночій портрет», Олексія Степанова «Зима», Олексія Харламова «Портрет дівчини», Сергія Ледньова-Щукіна «Останній промінь», Василя Полєнова «Хмара», Ісаака Левітана «Пейзаж», Федора Васильєва «Пейзаж — перед громовицею», Сергія Шишка «Перший сніг», Миколи Глущенка «Громовиця», Станіслава Жуковського «Осінній ранок» та інші.
Серед інших експонатів музею — книги про Олександра Палладіна; його власні наукові праці, монографії, підручники, статті; книги з дарчими підписами авторів, подаровані вченому; його бюст авторства Льва Муравіна, нагороди (6 орденів Леніна, золота зірка Героя соціалістичної праці, ордени Червоної зірки, Жовтневої революції, орден Кирила і Мефодія І ступеня (Болгарія), золота медаль «Provincia di Milano» за заслуги в розвитку світової нейрохімії, значок лауреата Ленінської премії, медаль «За перемогу над Німеччиною» та інші); депутатські квитки, посвідчення члена Всеукраїнської академії наук, Академії наук СРСР та Академії медичних наук СРСР. .
В експозиціях наведено дані про більш ніж 150 докторів і кандидатів наук, підготовлених Олександром Палладіним. Також в музеї зберігаються документи і фотографії лауреатів Нобелевської премії, з якими Олександр Палладін співпрацював або спілкувався: Альбрехта Косселя, Фредеріка Жоліо-Кюрі, Дєрдя де Хевеші, Ганса Адольфа Кребса та Артура Корнберга.
Під час Другої світової війни Олександр Палладін разом із колегами розробив метод синтезу водорозчинного аналога вітаміну К — вікасолу. У музеї експонується авторське свідоцтво на цей препарат.